# Derde Divisie 2024/25
Die Derde Divisie 2024/25 war die neunte Spielzeit als nur noch vierthöchsten niederländischen Fußballliga. Sie begann am 17. August 2024 und endete am 24. Mai 2025. Es ist die zweite Saison in der es keine Einteilung nach der Samstags- und Sonntagsstaffel gab.
Die Meister der Gruppe A und B stiegen direkt in die Tweede Divisie auf. Aus jeder Gruppe spielten am Saisonende die drei Periodensieger in Play-offs einen weiteren Aufsteiger aus. (War der Meister ein Periodensieger ging der Platz an das bestplatzierte Team.) Die jeweils Tabellenletzten und -vorletzten stiegen direkt in die Vierde Divisie ab, während die jeweils Dritt- und Viertletzten in Relegationsspielen um den Klassenerhalt spielten.

## Gruppe A
| Pl. | Verein                   | Sp. | S  | U  | N  | Tore    | Diff. | Punkte |
| --- | ------------------------ | --- | -- | -- | -- | ------- | ----- | ------ |
| 1.  | VV IJsselmeervogels 1    | 34  | 26 | 4  | 4  | 098:350 | +63   | 82     |
| 2.  | Harkemase Boys           | 34  | 21 | 7  | 6  | 074:460 | +28   | 70     |
| 3.  | Sportlust '46            | 34  | 20 | 7  | 7  | 078:370 | +41   | 67     |
| 4.  | DVS '33 Ermelo           | 34  | 19 | 8  | 7  | 078:520 | +26   | 65     |
| 5.  | Sparta Nijkerk           | 34  | 16 | 10 | 8  | 068:500 | +18   | 58     |
| 6.  | USV Hercules             | 34  | 16 | 6  | 12 | 065:560 | +9    | 54     |
| 7.  | VV DOVO 2                | 34  | 15 | 7  | 12 | 043:390 | +4    | 52     |
| 8.  | SC Genemuiden            | 34  | 13 | 9  | 12 | 052:440 | +8    | 48     |
| 9.  | SV Urk                   | 34  | 15 | 2  | 17 | 056:670 | −11   | 47     |
| 10. | VV Eemdijk               | 34  | 11 | 10 | 13 | 064:660 | −2    | 43     |
| 11. | SV TEC                   | 34  | 11 | 9  | 14 | 046:560 | −10   | 42     |
| 12. | ROHDA Raalte (N)         | 34  | 11 | 7  | 16 | 063:680 | −5    | 40     |
| 13. | HSC ’21                  | 34  | 12 | 4  | 18 | 050:660 | −16   | 40     |
| 14. | SV Huizen (N)            | 34  | 10 | 6  | 18 | 044:620 | −18   | 36     |
| 15. | Excelsior '31 (N)        | 34  | 9  | 9  | 16 | 046:710 | −25   | 36     |
| 16. | Ajax Amsterdam (Am.) (N) | 34  | 9  | 8  | 17 | 048:640 | −16   | 35     |
| 17. | RKVV DEM Beverwijk       | 34  | 8  | 6  | 20 | 043:850 | −42   | 30     |
| 18. | HBC Heemstede (N)        | 34  | 1  | 7  | 26 | 040:920 | −52   | 10     |

Platzierungskriterien: 1. Punkte – 2. Tordifferenz – 3. geschossene Tore

| (N) | Neuaufsteiger aus der Vierde Divisie |

## Gruppe B
| Pl. | Verein                | Sp. | S  | U  | N  | Tore    | Diff. | Punkte |
| --- | --------------------- | --- | -- | -- | -- | ------- | ----- | ------ |
| 1.  | HSV Hoek              | 34  | 20 | 10 | 4  | 077:300 | +47   | 70     |
| 2.  | Kozakken Boys 1 (N)   | 34  | 19 | 7  | 8  | 072:290 | +43   | 64     |
| 3.  | Blauw Geel ’38 2      | 34  | 19 | 7  | 8  | 073:450 | +28   | 64     |
| 4.  | VV Kloetinge          | 34  | 18 | 7  | 9  | 066:420 | +24   | 61     |
| 5.  | VV Gemert             | 34  | 17 | 7  | 10 | 057:500 | +7    | 58     |
| 6.  | FC Lisse (A)          | 34  | 15 | 9  | 10 | 055:410 | +14   | 54     |
| 7.  | VV UNA                | 34  | 15 | 8  | 11 | 051:480 | +3    | 53     |
| 8.  | VV Sint Bavo          | 34  | 15 | 6  | 13 | 061:610 | ±0    | 51     |
| 9.  | VV SteDoCo            | 34  | 13 | 9  | 12 | 057:460 | +11   | 48     |
| 10. | SV Meerssen 3         | 34  | 13 | 6  | 15 | 044:500 | −6    | 45     |
| 11. | FC Rijnvogels         | 34  | 13 | 6  | 15 | 063:720 | −9    | 45     |
| 12. | ASWH (N)              | 34  | 12 | 6  | 16 | 059:730 | −14   | 42     |
| 13. | SV TOGB Berkel        | 34  | 11 | 8  | 15 | 055:530 | +2    | 41     |
| 14. | VV GOES (N)           | 34  | 9  | 12 | 13 | 053:650 | −12   | 39     |
| 15. | OJC Rosmalen          | 34  | 11 | 6  | 17 | 045:580 | −13   | 39     |
| 16. | FC 's-Gravenzande (N) | 34  | 9  | 7  | 18 | 051:690 | −18   | 34     |
| 17. | VV Smitshoek (N)      | 34  | 6  | 7  | 21 | 053:940 | −41   | 25     |
| 18. | Quick Den Haag        | 34  | 5  | 4  | 25 | 042:105 | −63   | 19     |

Platzierungskriterien: 1. Punkte – 2. Tordifferenz – 3. geschossene Tore

| (A) | Absteiger aus der Tweede Divisie 2023/24 |
| (N) | Neuaufsteiger aus der Vierde Divisie     |

## Play-offs Aufstieg
Teilnehmer waren die Teams auf den Plätzen 15 und 17 der Tweede Divisie, sowie die Mannschaften Platz zwei bis vier der Derde Divisie A und B (6 Teams). Die acht Mannschaften spielten in drei Runden mit Hin- und Rückspiel einen Ligaplatz in der Tweede Divisie aus. Die Verlierer spielen im folgenden Jahr in der Derde Divisie.

### 1. Runde
| Datum             |                | Gesamt          |                  | Hinspiel | Rückspiel |
| ----------------- | -------------- | --------------- | ---------------- | -------- | --------- |
| 28.05./31.05.2025 | Sportlust '46  | 0:3             | SSV Scheveningen | 0:2      | 0:1       |
| 28.05./31.05.2025 | VV DOVO        | 2:2 (7:8 i. E.) | Kozakken Boys    | 2:0      | 0:2 n. V. |
| 28.05./31.05.2025 | Blauw Geel ’38 | 3:5             | VV Noordwijk     | 2:1      | 1:4       |
| 28.05./31.05.2025 | SV Meerssen    | 0:5             | Harkemase Boys   | 0:3      | 0:2       |

### 2. Runde
| Datum             |                  | Gesamt |                | Hinspiel | Rückspiel |
| ----------------- | ---------------- | ------ | -------------- | -------- | --------- |
| 04.06./07.06.2025 | SSV Scheveningen | 0:1    | Kozakken Boys  | 0:0      | 0:1       |
| 04.06./07.06.2025 | VV Noordwijk     | 5:3    | Harkemase Boys | 2:2      | 3:1       |

### Finale
| Datum             |              | Gesamt |               | Hinspiel | Rückspiel |
| ----------------- | ------------ | ------ | ------------- | -------- | --------- |
| 11.06./14.06.2025 | VV Noordwijk | 1:4    | Kozakken Boys | 1:0      | 0:4       |

## Relegation
Teilnehmer waren die Teams auf den Plätzen 15 und 16 der beiden Gruppen (4 Teams), sowie die jeweils drei Periodensieger aus den vier Gruppen der Vierde Divisie (12 Teams). Die 16 Mannschaften spielten in zwei Runden mit Hin- und Rückspiel vier Plätze für die Derde Divisie aus. Die vier Finalsieger spielen im folgenden Jahr in der Derde Divisie.

### Gruppe A
Halbfinale
| Datum             |                  | Gesamt |                      | Hinspiel | Rückspiel |
| ----------------- | ---------------- | ------ | -------------------- | -------- | --------- |
| 28.05./31.05.2025 | VV SJC Noordwijk | 2:6    | VV Staphorst         | 0:0      | 2:6       |
| 28.05./31.05.2025 | VV Flevo Boys    | 1:8    | Excelsior '31        | 0:3      | 1:5       |
| 28.05./01.06.2025 | VV Heino         | 0:1    | JOS Watergraafsmeer  | 0:0      | 0:1       |
| 31.05./04.06.2025 | SV Kampong       | 5:2    | Ajax Amsterdam (Am.) | 4:2      | 1:0       |

Finale
| Datum             |               | Gesamt |                     | Hinspiel | Rückspiel |
| ----------------- | ------------- | ------ | ------------------- | -------- | --------- |
| 04.06./07.06.2025 | Excelsior '31 | 3:2    | JOS Watergraafsmeer | 1:0      | 2:2       |
| 07.06./11.06.2025 | SV Kampong    | 2:4    | VV Staphorst        | 0:2      | 2:2       |

### Gruppe B
Halbfinale
| Datum             |                    | Gesamt |                   | Hinspiel | Rückspiel |
| ----------------- | ------------------ | ------ | ----------------- | -------- | --------- |
| 28.05./31.05.2025 | SV Orion           | 2:3    | XerxesDZB         | 0:1      | 2:2       |
| 28.05./01.06.2025 | RBC Roosendaal     | 5:3    | OJC Rosmalen      | 3:2      | 2:1       |
| 31.05./04.06.2025 | SV Poortugaal      | 2:5    | FC 's-Gravenzande | 0:3      | 2:2       |
| 04.06./08.06.2025 | RKAVV Leidschendam | 1:2    | RKSV Groene Ster  | 1:1      | 0:1       |

Finale
| Datum             |                   | Gesamt |                  | Hinspiel | Rückspiel |
| ----------------- | ----------------- | ------ | ---------------- | -------- | --------- |
| 04.06./08.06.2025 | RBC Roosendaal    | 5:2    | XerxesDZB        | 5:0      | 0:2       |
| 11.06./14.06.2025 | FC 's-Gravenzande | 3:5    | RKSV Groene Ster | 0:1      | 3:4       |